# Mark Gordon (politico)
Mark Gordon (New York, 14 marzo 1957) è un politico statunitense, governatore del Wyoming dal 2019 ed in precedenza Tesoriere dello stesso stato dal 2012 al 2019.

## Biografia
Si diploma alla Saint Paul's School di Concord e nel 1979 si laurea al Middlebury College a Middlebury, nel Vermont, dove incontra la sua prima moglie. Dopo la laurea ritorna nel Wyoming, dove lavora presso il ranch della sua famiglia prima di entrare definitivamente in politica. Ha gestito diverse aziende di successo a Buffalo e Sheridan. Nel 2012 viene nominato tesoriere del Wyoming dalla Corte Suprema dello stato.
Nel 2018 si candida a governatore del Wyoming vincendo contro la candidata democratica Mary Throne.

## Vita privata
Gordon ha incontrato la prima moglie, Sarah Hildreth Gilmore, al Middlebury College. Si sono sposati il 7 marzo 1981, nella Second Congregational Church a Greenfield, Massachusetts, dove risiedevano i suoi genitori. Nel 1993 Sarah morì in un incidente automobilistico.  Ebbero due figlie.
Nel 1998 Gordon ha incontrato la sua attuale moglie, Jennie Muir Young, e si sono sposati nel 2000. Insieme possiedono il Merlin Ranch a est di Buffalo nella contea di Johnson, nel Wyoming.